# M2 (TV kanal)
M2 jedan od tematskih kanala mađarskog Duna Média Service Providera, koji je s testnim emitiranjem započeo 18. kolovoza 1971. godine. Dana 22. prosinca 2012. transformiran je u dječji kanal (dobna skupina 0 do 14 godina). 